# Румницкий, Константин Григорьевич
Константи́н Григо́рьевич Румни́цкий (1876—1917) — инженер-технолог, библиотечный деятель, член правления Харьковской общественной библиотеки (1908—1916). Заведовал хозяйственной частью библиотеки, занимался комплектованием фонда литературы по математике.

## Биография

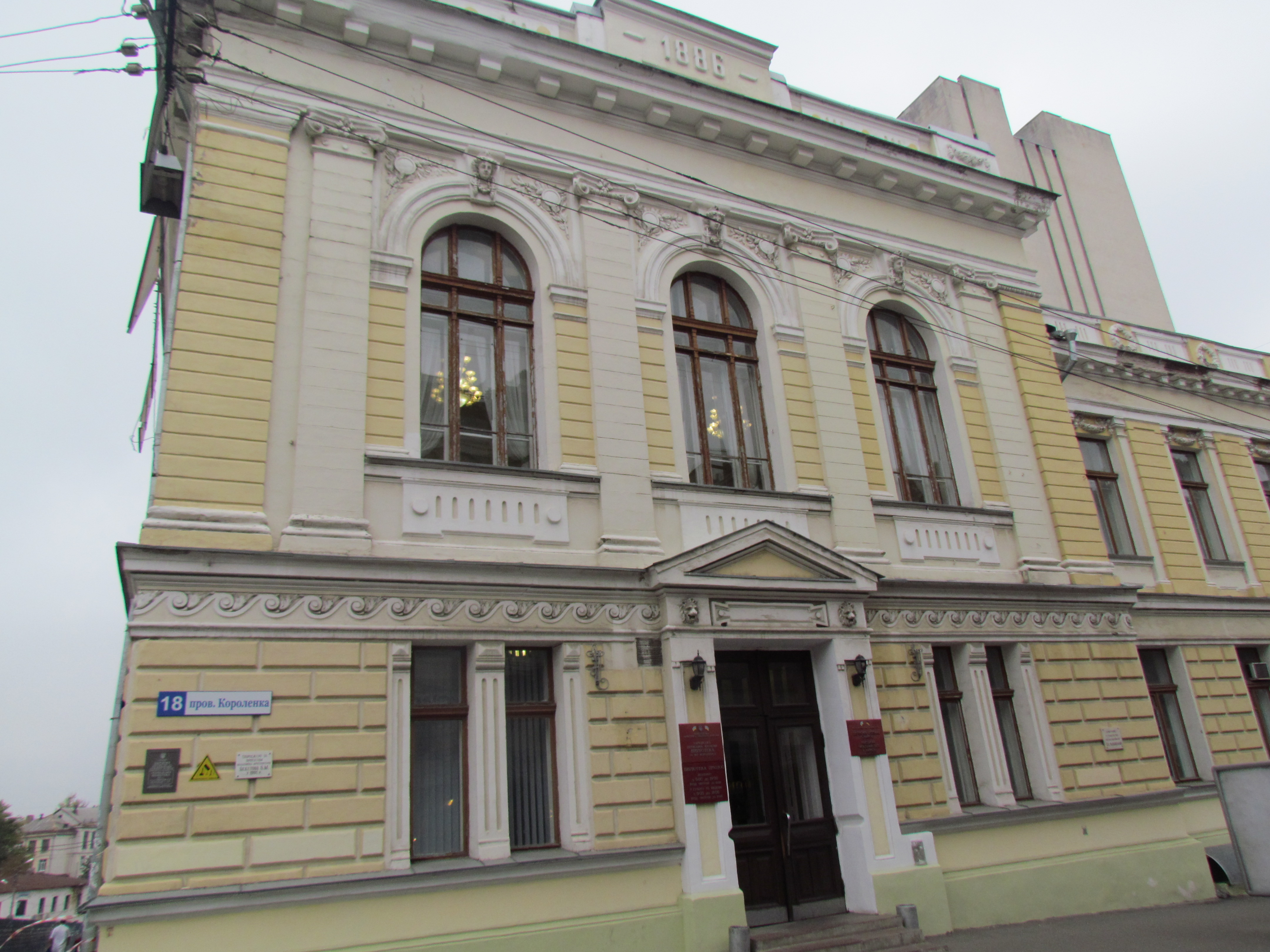
Здание Библиотеки им. В. Г. Короленко

Родился в Роменском уезде Полтавской губернии в семье штабс-капитана. Среднее образование получил в Роменском реальном училище, которое окончил в 1894 году. Продолжил обучение на механическом отделении Харьковского технологического института. Будучи студентом стал членом Харьковской общественной библиотеки. Состоял членом строительной комиссии и работал помощником архитектора Виктора Величко. Интересовался вопросом привлечения пожертвований в фонд строительства библиотеки, принимал участие в проведении благотворительных мероприятий касательно этой темы. Занимался техническим контролем строительства библиотеки, постоянно находился на стройке и жил там. Как сказано в годовом отчёте библиотеки: «сделался душою всего дела». На строительстве познакомился со служащей библиотеки Марией Чепигой, на которой впоследствии женился.
После пожара в библиотеке 9 февраля 1900 года, совместно с Виктором Величко, рассчитал размер убытков. Занимался составлением сметы на оборудование для расширения книгохранилища.
Окончил институт в 1902 году. Работал техником при ремонте харьковского здания Общества горнопромышленников. 8 декабря 1902 года избран кандидатом в члены правления Харьковской общественной библиотеки. В 1903 году переехал в столицу, где работал инженером в конторе общества «Вестингауза». Позже вернулся в Харьков, где с 1911 года работал помощником заведующего Харьковской городской электрической станции. Избирался секретарём Южнорусского общества технологов.
В марте 1908 года был избран членом Правления библиотеки, в котором оставался до 1916 года. Совместно с Фёдором Готовицким, Аполлоном Комаровым, Иваном Красуским и Александром Чемпковским заведовали хозяйственной частью библиотеки. Занимался вопросом сдачи помещений библиотеки в аренду, контролировал поступление арендных выплат и возобновление договоров об аренде. Также следил за соблюдением порядка на абонементе и в книгохранилище.
Занимался комплектованием фонда математической литературы. Для этого ознакамливался с книгами, присылаемыми книжными магазинами «Нового времени», А. Дредера, Ф. А. Иогансона и И. Д. Сытина. После того как в 1913—1914 годах снизились поступления книг в библиотеку, занимался установлением сотрудничества с издательством «Книжный посредник» и московским магазином Н. П. Карабасникова. Просматривал периодическую печать и «Книжную летопись» для ознакомления с новыми изданиями. Посредством писем обращался к авторам, издательствам и организациям, чтобы они присылали свои книги и издания в дар библиотеке.
Константин Румницкий сильно болел, поэтому вместе с супругой часто ездил в Германию и Швейцарию для лечения. Во время поездок его жена знакомилась с работой местных библиотек и внедряла полученный опыт в Харькове. Сам он сочувствовал революционным идеям и привил к ним интерес у своей жены.
Умер в 1917 году. Его портрет был вывешен в комнате правления библиотеки согласно решению общего собрания членов библиотеки.